# Rédaction technique
 (février 2023).
Si vous disposez d'ouvrages ou d'articles de référence ou si vous connaissez des sites web de qualité traitant du thème abordé ici, merci de compléter l'article en donnant les références utiles à sa vérifiabilité et en les liant à la section « Notes et références ».

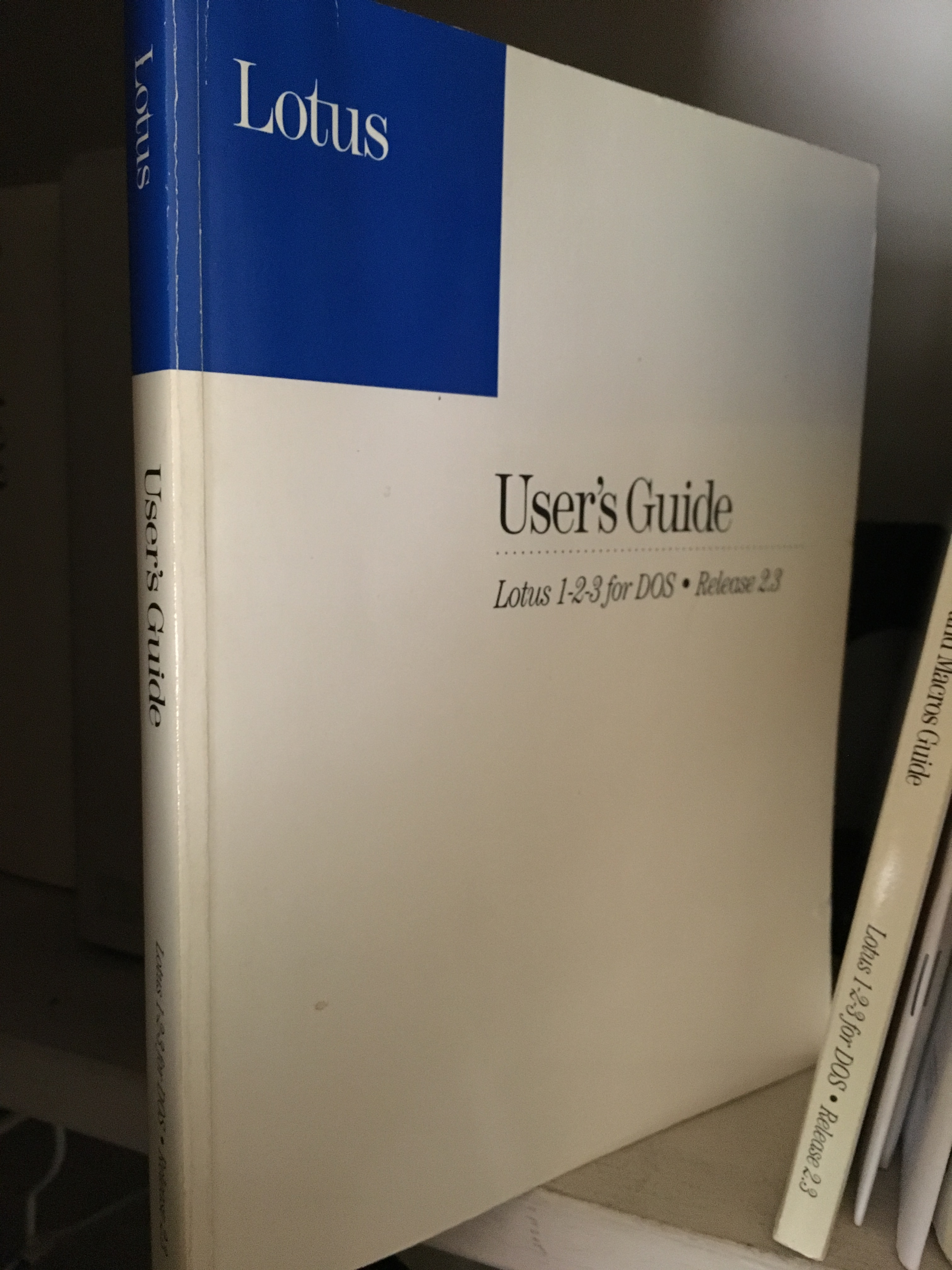
Guide utilisateur imprimé, années 1980.

La rédaction technique est la conception de documents accessoires à l'utilisation ou la maintenance de machines, instruments, logiciels, pièces détachées, sur support imprimé ou informatique. Les rédacteurs techniques préparent des modes d'emploi, des notices d'utilisation, des aides en ligne (Mallender 2002), aussi bien pour du matériel informatique que des logiciels, de l'électroménager, des pièces d’aéronautique et d’astronautique, à destination d'utilisateurs de toute compétence technique, du débutant à l'expert.

## Aperçu
La rédaction technique est la forme de communication technique qui emploie l'écriture. L'association professionnelle américaine qui se consacre au progrès de la théorie et de la pratique de la communication technique, la « Society for Technical Communication » (STC), en a publié une définition :
1. intervenir sur des sujets techniques ou spécialisés, tels que les applications logicielles, les procédures médicales ou les réglementations environnementales ;
2. communiquer par des biais technologiques, tels que le web, les fichiers d’aide ou les médias sociaux ;
3. délivrer des instructions sur la manière d’accomplir une tâche, aussi appelée « documentation procédurale » ou en anglais howto, même si celle-ci n’est pas d'ordre technique.

La communication technique associe des rédacteurs avec des illustrateurs, des documentalistes, des techniciens audiovisuels et autres intervenants, en vue des mêmes objectifs.
La rédaction technique représente l’œuvre d’un ou plusieurs rédacteurs technique, professionnel ou occasionnel. Le rédacteur commence généralement par se renseigner sur la finalité du document qu’il doit créer puis sur le produit qu'il doit documenter, en collectant des informations à partir de documents existants et auprès d’experts.

### Style
La rédaction technique exige un certain travail sur le style. Celui-ci est soumis à l'objectif utilitaire du texte. Il s'agit de créer des documents pouvant être lus et assimilés sans ambigüité. Selon le bureau américain de l'intégrité en recherche, « United States Office of Research Integrity », tout effet attirant l'attention sur le texte, distrait le lecteur et l'éloigne de cet objectif. Les figures de style de la rhétorique — analogie, métaphore — ne doivent servir qu'à guider la personne qui choisit d'utiliser le produit auquel le texte se rapporte. 
Selon l'autrice d'essais française Ariane Mallender, cette simplicité et cette sobriété exigent un travail sur le style considéré comme ardu (Mallender 2002). Elles n'excluent pas l'exercice d'un jugement esthétique, selon le journaliste et auteur français Alain Charrier (Charrier 2012, p. 25), puisqu'un un contenu agréable à consulter et à comprendre est davantage utilisé qu'un contenu abscons ou illisible (taille des caractères, qualité d'impression, qualité de la langue...). Le texte technique est susceptible d'être entendu plutôt que lu, comme c'est le cas lors d'une consultation par téléphone, ou avec les voix synthétiques des ordinateurs pour les mal voyants[réf. nécessaire]. 
Selon le manuel de style de la société américaine Microsoft, le texte technique doit souvent sacrifier l'élégance au profit de la facilité de compréhension : on répète le mot exact autant de fois que nécessaire, plutôt que d'avoir recours à des pronoms ou à des synonymes.
La grammaire, l’orthographe et la ponctuation ne doivent présenter aucune surprise. Les textes techniques utilisent souvent des artifices de présentation comme les listes à puces, les listes numérotées, les listes de définitions, les tableaux. Un petit nombre de pictogrammes et des mises en forme particulières peuvent souligner des parties du texte ayant un statut spécial, avertissement, renvoi à une autre partie, explication facultative, et notamment les avertissements de sécurité[réf. nécessaire].
Une rédaction technique de qualité doit définir les termes du jargon, s'il est employé et s'il ne fait pas partie des connaissances préalables de l'utilisateur. Elle peut s'accompagner d'un glossaire. Cette exigence est nécessaire quand le public visé est éclectique et que des termes font partie du langage courant d'une partie des utilisateurs, mais restent obscurs pour les autres, ou qu'ils ont une signification plus précise dans le contexte[réf. nécessaire].
La documentation prend souvent la forme d'un algorithme décomposant des opérations techniques complexes en une série d’étapes. Suivies patiemment, ces étapes permettent à l’utilisateur d’atteindre l'objectif et de connaître l'état d'avancement de son travail. Les modules dotés d'un titre mnémotechnique facilitent la reconstitution du cheminement sans consulter le document[réf. nécessaire].

### Techniques
La rédaction technique implique d'avoir une notion claire du ou des publics visés. Une documentation à l’attention de spécialistes hautement qualifiés comportera moins d’explications des termes savants qu’une documentation destinée à un public indéfini. Le texte fourni aux utilisateurs doit répondre à leurs difficultés.  
Une recommandation de bonne pratique préconise de se renseigner sur les attentes effectives d'utilisateurs réels. Si la documentation se construit alors que le produit n'est pas diffusé, on peut utiliser des personnages fictifs (ou persona), comprenant des éléments de personnalité qui ne soient pas inspirés uniquement par le cahier des charges mais plutôt basés sur l'analyse des besoins d'utilisateurs réels.
Selon la diffusion des produits et du public auquel ils s'adressent, la documentation technique est souvent adaptée d'un texte rédigé dans une langue de base — souvent en anglais. Ces adaptations vont au-delà de la traduction, notamment lorsque des réglementations ou des recommandations de bonne pratique différentes s'appliquent dans chaque région. 
La rédaction technique recherche une présentation claire permettant une lecture et une compréhension plus aisées. Un rédacteur doit comprendre le moyen d’expression utilisé pour que l'utilisateur puisse avoir un accès efficace à l'information qui l'intéresse avec un effort minimal. Les contenus peuvent être imprimés, mis en ligne, ou communiqués à un centre d'appel dédié à l'assistance utilisateurs : ce mode de diffusion influence le produit final.
Une page web présente très souvent une mise en page différente d’un document imprimé. L’utilisation d’éléments tels que les liens hypertexte et les animations affecteront le fond et la forme de la rédaction. Le document doit respecter les bonnes pratiques de diffusion web et d'accessibilité sur le web.
La rédaction technique est une activité de communication. Les industriels se sont mis d'accord sur de nombreuses normes concernant la conception et la formulation des documents techniques. Plusieurs domaines d'activité, comme l'automobile ou l'aéronautique, mettent en œuvre des normes en vue de présenter partout le même classement des très nombreuses informations qui s'y échangent et une même présentation de ces informations.

### Documents techniques
La documentation technique comprend deux types de textes qui diffèrent par le style de rédaction, le niveau de connaissance transmis et le public visé :
1. Les documents grand public. Ceci comprend les modes d’emploi pour les programmes informatiques, les produits ménagers, les équipements médicaux, les téléphones mobiles et les autres produits électroniques grand public.
2. La documentation technique traditionnelle qui communique vers un public spécialisé. Une telle documentation comprend les guides de maintenance, les manuels de réparation, de transport, de mise en œuvre, d'opération, de maintenance, de configuration, les spécifications techniques, les documents de recherche, les ouvrages de référence, nomenclatures, guide de pièces détachées, etc.

### Outils et logiciels
La conception et la mise en page des documents techniques utilise :
1. Les outils de gestion de la documentation (Gestion électronique des documents) et de gestion de versions des documents.
2. Les outils de publication assistée par ordinateur (PAO) ou de traitement de texte produisent des manuels imprimés ou des documents numériques dans un format imprimé. En plus des systèmes courants de traitement de texte, les rédacteurs techniques utilisent des outils dits « single-source », comportant les éléments communs à toutes les déclinaisons et leurs variations qui permettent l'édition automatique de plusieurs versions, longue ou abrégée, statique (imprimée) ou dynamique (en ligne). Des outils facilitent la traduction en liant les paragraphes homologues.
3. Les outils graphiques pour la création des schémas, illustrations et instructions graphiques et les outils de création et d'édition vidéo, de sous-titrage et de « Text To Speech ».

Selon la nature du document et le nombre de personnes qui y participent, on utilise aussi
- Les outils de création de contenus normés (par exemple Darwin Information Typing Architecture) via un éditeur HTML ou un éditeur XML type oXygen XML Editor ou XMetal.
- Les outils de conception d'une aide en ligne type Author-IT, MadCap Flare...
- Les systèmes Wiki, pour produire des contenus techniques en interne et parfois pour des utilisateurs externes. Mediawiki et Atlassian Confluence sont deux plateformes fréquemment utilisées.
- Les systèmes de gestion de contenu par composants qui gèrent et publient des contenus (propriétaires ou normés).

## Origines
La rédaction technique fut considérée comme une discipline à part entière pour la première fois durant la Première Guerre mondiale. L'armée et les industries manufacturières avaient alors besoin de documentation technologique, pour permettre la production de matériel militaire compatible sur deux continents. 
Le grand public commence à utiliser largement la documentation technique lors des avancées technologiques des années 50 et 60 autour des nouvelles technologies déployées sur l'électroménager et les loisirs, en particulier la télévision. 
En 1953, deux organisations soucieuses d’améliorer la pratique de la rédaction technique furent fondées aux États-Unis : la Society of Technical Writers, et l’Association of Technical Writers and Editors (TWE). Ces organisations fusionnèrent en 1957 pour former la Society of Technical Writers and Editors, ancêtre de l’actuelle STC (Society for Technical Communication). 
Les techniques de création de contenu sont passés également par deux étapes importantes : 
- Le typage d'information, développé en 1965, ou séparation des contenus selon leur objectif : procédures et descriptions par exemple. Technique développée dans la méthodologie STOP (Sequential Thematic Organization of Proposals) de l'entreprise Hughes Aircraft et de l'architecture d'information de Robert Horn.
- Le minimalisme, en 1990, adaptation des contenus aux besoins effectifs des utilisateurs, popularisé par le livre de John Carolll The Nurnberg Funnel: Designing Minimalist Instruction for Practical Computer Skill. Le minimalisme continue d'évoluer et est à la base de recherches et d'articles sur la conception d'instructions.

## Associations
Voici quelques associations professionnelles de rédaction technique :
- Association for Business Communication
- CSVTK (Czech Society for Technical Communication)
- IEEE Professional Communication Society : IEEE Transactions on Professional Communication
- Institute of Scientific and Technical Communicators (Grande Bretagne) : https://istc.org.uk
- SIGDOC (Special Interest Group on Design of Communication)
- Society for Technical Communication (Amérique du Nord) : https://www.stc.org/
- Tekom (Europe) : https://www.technical-communication.org/
- Société québécoises des rédacteurs professionnels : https://sqrp.org/

## Voir également